# علف خیزاب
علف خیزاب (نام علمی: Phyllospadix) نام یک سرده از تیره نواریان است.